# Boopis chubutensis
Boopis chubutensis är en calyceraväxtart som beskrevs av Carlos Luis Spegazzini. Boopis chubutensis ingår i släktet Boopis och familjen calyceraväxter. Inga underarter finns listade i Catalogue of Life.